# Mushitarō Oguri
Eijirō Oguri (小栗 栄次郎 Oguri Eijirō?,  Kanda, Tokio, 14 de marzo de 1901 - Chiyoda, 10 de febrero de 1946), mejor conocido bajo su seudónimo de Mushitarō Oguri (小栗 虫太郎 Oguri Mushitarō?), fue un novelista japonés. Es considerado uno de los autores de misterio más importantes del Japón de la preguerra.

## Biografía

### Primeros años

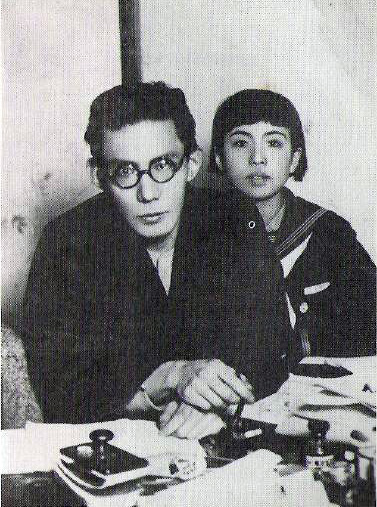
Oguri junto a su hija, c. 1940s.

Eijirō Oguri nació el 14 de marzo de 1901 en el distrito de Kanda, Tokio, en el seno de una familia de mayorista de licores. Su padre murió cuando Oguri tenía diez años, en 1911, y la familia se las arregló para sostenerse económicamente gracias al apoyo de la familia principal y los ingresos provenientes del alquiler de una casa. En 1913, se graduó de la escuela primaria, mientras que en 1918 se graduó de la secundaria. Dos años más tarde contrajo matrimonio.
En septiembre de 1922, Oguri comenzó a trabajar en una imprenta que era propiedad de su padre. Durante este período, su interés por la literatura despertó y durante los cuatro años que trabajó en la imprenta escribió una serie novelas y cuentos detectivescos; Aru Kenji no Isho, Gen'naiyaki Rokuju Kazuhisa, Benigara Rakuda no Himitsu y Madōji. Estas tres últimas obras serían posteriormente publicadas en 1936 (Aru Kenji no Isho fue publicada en 1927).
En septiembre de 1926, la imprenta fue cerrada y Oguri pasaría los siguientes seis años desempleado, vendiendo antigüedades recolectadas por su difunto padre.

### Carrera
En 1927, Aru Kenji no Isho fue publicada en la edición de octubre de la revista Tantei Shumi de la editorial Shunyodo. Oguri utilizó el seudónimo de "Seishichi Oda" para la publicación de esta novela. En la primavera de 1933, Oguri escribió una de sus obras más conocidas, Kanzen Hanzai (Crimen perfecto), y envió un manuscrito al novelista Saburō Kōga, quien a su vez se lo entregó al editor asociado Jun Mizutani de la editora Hakubunkan. Originalmente, un nuevo trabajo del escritor Seishi Yokomizo estaba programado para ser publicado en la edición de julio de la revista Shin Seinen, sin embargo, este se vio imposibilitado de escribir debido a una complicación de la tuberculosis que padecía. Kanzen Hanzai fue entonces publicada como un manuscrito sustituto y Oguri hizo su debut como escritor.
En 1934, fue publicada Kokushikan Satsujinjiken. En 1936, Oguri fue candidato para el prestigioso Premio Naoki, pero no ganó. En 1937, junto a los escritores Unno Juza y Takashi Hayashi, se unió al primer número de la revista de novelas de detectives Shupio. En noviembre de 1941, Oguri viajó a la Malasia británica como miembro de la prensa del ejército, siendo esta su primera vez en el extranjero, puesto que nunca había salido de la región de Kantō. Oguri regresó a Japón en 1942.
En 1944, Oguri trabajó en un negocio para producir fructosa de alcachofa de Jerusalén en la prefectura de Nagano. En mayo de 1945, Oguri abandonó Nagano debido a la guerra.

## Muerte
Después del final de la Segunda Guerra Mundial, Oguri escribió sus últimas novelas: Akuryō y Shakai Shugi Tantei Shōsetsu. Oguri murió tras sufrir una hemorragia intracraneal el 10 de febrero de 1946, unos pocos días después de la publicación de Shakai Shugi Tantei Shōsetsu. Una teoría popular sugirió que la causa verdadera de su muerte fue envenenamiento por metanol que Oguri había mezclado con alcohol unos días antes de su muerte; sin embargo, su familia negó los rumores. Akuryō fue publicada como obra póstuma en la edición del 19 de abril de la revista de novelas de detectives Rock, y más tarde la versión final fue escrita por Saho Sasazawa.